# Adrian Brendel
Adrian Brendel (* 4. Februar 1976 in London) ist ein österreichischer Cellist; er widmet sich der Neuen Musik ebenso wie dem Standardrepertoire der klassischen Musik.

## Leben und Wirken
Brendel, der aus einer Musikerfamilie stammt (sein Vater ist der Pianist Alfred Brendel, die Mutter studierte bei Karl Richter in München), wurde zunächst von seinen Eltern musikalisch unterwiesen. Mit sechs Jahren begann er mit dem Cellospiel. Er besuchte britische Schulen und studierte von 1996 bis 2001 am Winchester College, der Cambridge University und an der Musikhochschule Köln bei William Pleeth, Alexander Baillie, Miklós Perényi und Frans Helmerson. Meisterklassen bei György Kurtág, Ferenc Rados sowie des Amadeus-Quartetts und des Alban Berg Quartetts ergänzten die akademische Ausbildung.
Bereits seit den 1990er Jahren tritt Brendel als Kammermusiker und Cello-Solist auf. Er war Gast bei den Festivals von Aldeburgh, Cheltenham, Verbier, Salzburg, Enescu, der Schubertiade und dem Klavier-Festival Ruhr. Außerdem trat er regelmäßig in der Wigmore Hall in London, der Berliner Philharmonie, dem Wiener Musikverein und dem Amsterdamer Concertgebouw auf. Als Solist spielte er mit Klangkörpern wie der Academy of St Martin in the Fields, dem Royal Scottish National Orchestra, der Sinfonia Varsovia und weiteren europäischen Orchestern. Eine gemeinsame Aufnahme der fünf Cellosonaten Beethovens mit seinem Vater in der Saison 2003/2004 wurde bei Philips/Decca veröffentlicht; die gemeinsamen Auftritte fanden sehr große Beachtung in den Feuilletons. Beim Cheltenham Festival 2009 spielte er mit Till Fellner und Roderick Williams die Uraufführung von Harrison Birtwistles Bogenstrich (eine Münchner Aufnahme wurde 2014 bei ECM Records veröffentlicht). Weiterhin arbeitet er mit kammermusikalischen Interpreten wie Lisa Batiashvili und Kit Armstrong, aber genreübergreifend auch mit Nils Wogram, Rebecca Horn oder Patti Smith.
Brendel ist zudem künstlerischer Leiter des Festivals Music at Plush, das jeden Sommer in Dorset veranstaltet wird. Als Gastprofessor lehrte er an der Royal Academy of Music in London.

## Lexikalische Einträge
- Adrian Brendel im Munzinger-Archiv (Artikelanfang frei abrufbar)